# Panorama (seria wydawnicza)
Panorama – książkowa seria wydawnicza Spółdzielni Wydawniczej „Czytelnik” (cykl antologii z lat 1978–1992).

## Tomy wydane
- Ameryka Łacińska - dyskusja o rozwoju (wybrał i wstępem opatrzył Ryszard Stemplowski, tł. Izabella Budzyńska 1987
- Człowiek, zwierzę społeczne (wybrali: Barbara Szacka i Jakub Szacki, wstępem opatrzyła Barbara Szacka, tł. Krzysztof Najder, Barbara Szacka, Jakub Szacki 1991)
- Czy kryzys socjologii? (wybrał i wstępem opatrz. Jerzy Szacki, tł. Alina Bentkowska i inni 1977)
- Drogi współczesnej filozofii (wybrał i wstępem opatrz. Marek Siemek, tł. Stanisław Cichowicz, 1978)
- Dwieście lat USA. Ideały i paradoksy historii amerykańskiej (wybrał i wstępem opatrzył Lawrence Orton, tł. Alicja Adamowicz i inni, 1984)
- Faszyzmy europejskie (1922-1945) w oczach współczesnych i historyków (wybrał i wstępem opatrzył Jerzy Borejsza, tł. Alina Kreisberg, 1979)
- Język i społeczeństwo (wybrał i wstępem opatrzył Michał Głowiński, przeł. Joanna Arnold i inni 1980)
- Język w świetle nauki (wybrała i wstępem opatrzyła Barbara Stanosz, tł. Teresa Hołówka i inni 1980)
- Nikt nie rodzi się kobietą (wybrała, przeł. i wstępem opatrz. Teresa Hołówka, posł. napisała Aleksandra Jasińska-Kania 1982)
- Po upadku Trzeciej Rzeszy. Niemieccy intelektualiści a tradycja narodowa (wybrali i wstępem opatrzyli Jerzy Borejsza, Stefan Kaszyński, tł. Danuta Borkowska i inni 1981)
- Przełom w psychologii (wybrał i wstępem opatrz. Kazimierz Jankowski, tł. Kazimierz Jankowski, Anna Kołyszko, Piotr Kołyszko 1978)
- Psychologia w działaniu (wybrał i wstępem opatrzył Kazimierz Jankowski, przeł. Anna Dodziuk i inni 1981)
- Psychologia wierzeń religijnych (wybrał i wstępem opatrzył Kazimierz Jankowski, tł. Konstanty Gebert i inni 1990)
- Racjonalność i styl myślenia (wybrał, wstępem i posł. opatrzył Edmund Mokrzycki, przeł. Mirosława Grabowska i inni 1992)
- Symbole i symbolika (wybrał i wstępem opatrzył Michał Głowiński, tł. Grażyna Borkowska i inni 1991)
- Tradycja i nowoczesność (wybrali Joanna Kurczewska i Jerzy Szacki, wstępem opatrzył Jerzy Szacki, przeł. Tadeusz Gosk i inni 1984)
- Wojsko i społeczeństwo w Trzecim Świecie (wybrał i wstępem opatrzył Ryszard Stemplowski, tł. Anna Grodzicka i inni 1979)
- Zmierzch estetyki. Rzekomy czy autentyczny? tom 1, tom 2 (wybrał i wstępem opatrzył Stefan Morawski, tł. Krzysztof Biskupski 1987)
- Znak, styl, konwencja (wybrał i wstępem opatrzył Michał Głowiński, tł. Krzysztof Biskupski i inni 1977)